# Bačci
Pour les articles homonymes, voir Bacci.
Baćci (en cyrillique : Баћци) est un village de Bosnie-Herzégovine. Il est situé dans la municipalité de Goražde, dans le canton du Podrinje bosnien et dans la fédération de Bosnie-et-Herzégovine. Selon les premiers résultats du recensement bosnien de 2013, il compte 1 181 habitants.

## Géographie
Baćci est situé sur la rive gauche de la Drina.

## Démographie

### Évolution historique de la population
| 1948 | 1953 | 1961 | 1971  | 1981  | 1991  | 2013  |
| ---- | ---- | ---- | ----- | ----- | ----- | ----- |
| -    | -    | 529  | 1 017 | 1 128 | 1 421 | 1 181 |

|  |